# Trichosanthes dioica

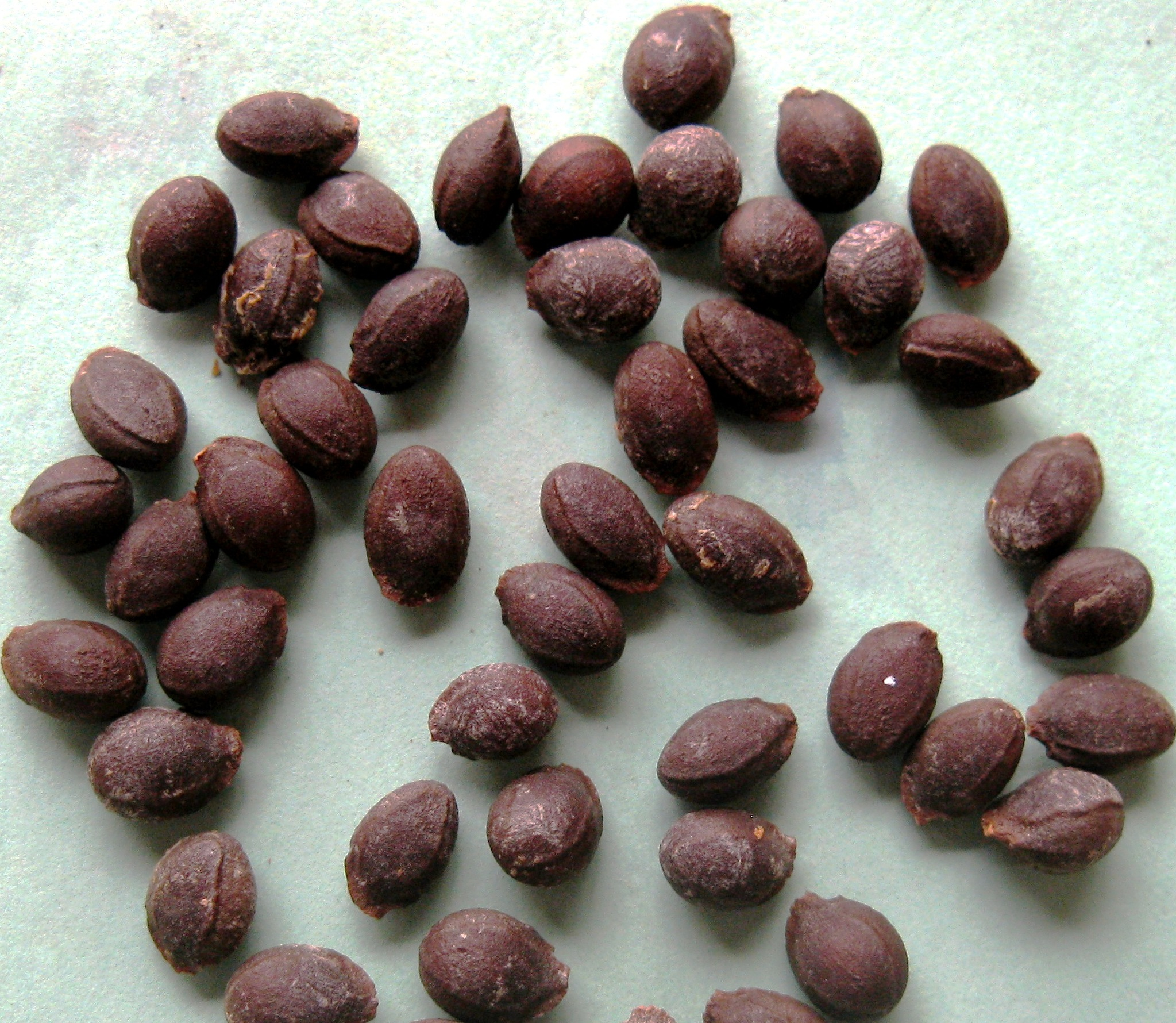
Llavors

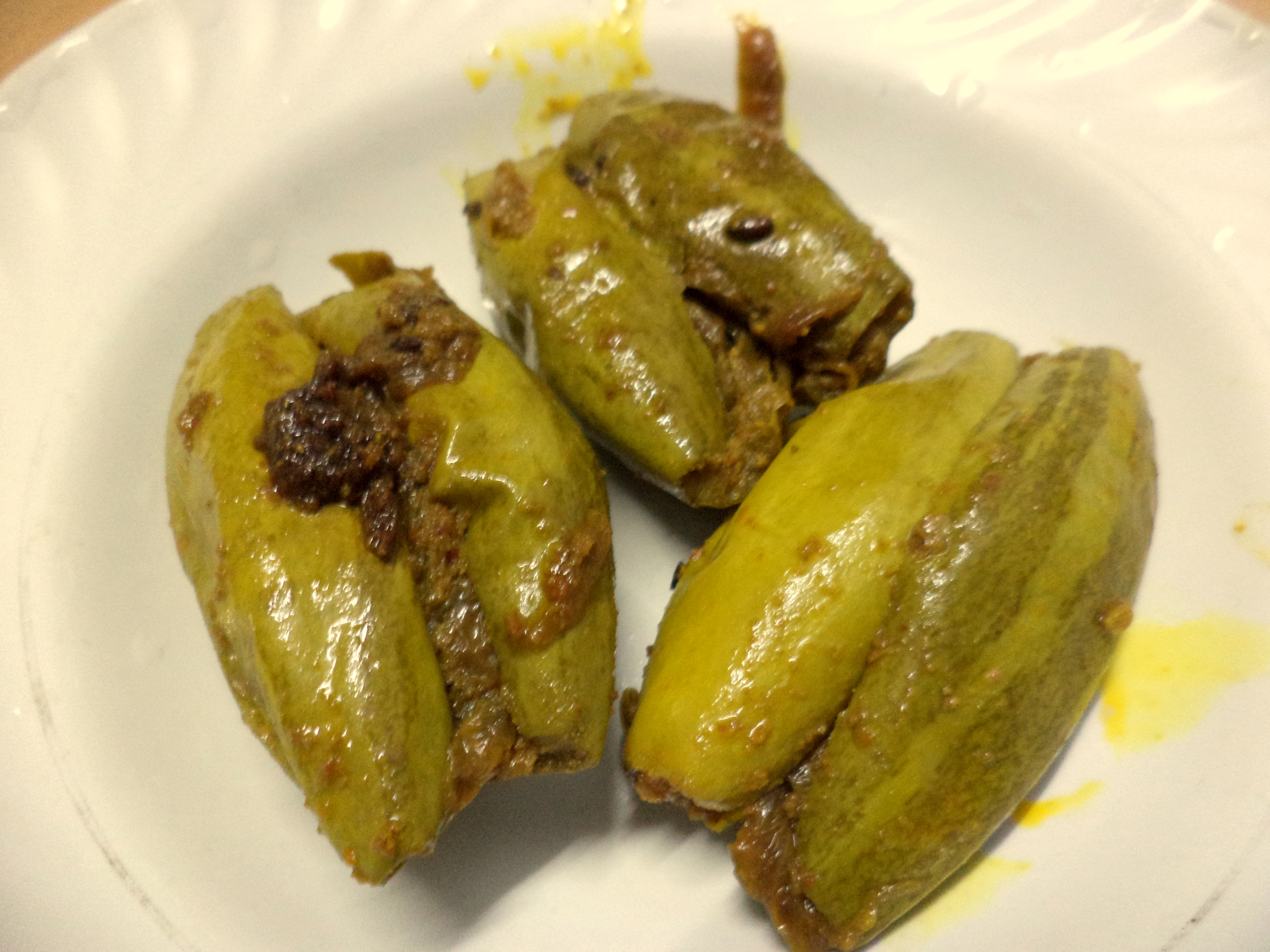
Fruits cuits

Trichosanthes dioica és una liana dins la família de les cucurbitàcies que és similar al cogombre, però, al contrari d'aquest, és una planta perenne. És una planta dioica amb les fulles amb forma de cor i es cultiva amb tutors. Els seus fruits són verds amb bandes blanques. Fa entre 5 a 15 cm. Presenta dormància a l'hivern.
Principalment es conrea a l'Índia (parval) i a Bangladesh (potol) on és un conreu bàsic.